# Reichenburg
Reichenburg (toponimo tedesco) è un comune svizzero di 3 387 abitanti del Canton Svitto, nel distretto di March.

## Infrastrutture e trasporti
Reichenburg è servito dall'omonima stazione sulla ferrovia Zurigo-Ziegelbrücke.